# Nie znam tego miejsca
Nie znam tego miejsca – singel polsko-czeskiej piosenkarki Ewy Farnej. Singel został wydany 10 października 2024.
Kompozycja znalazła się na 24. miejscu listy OLiA, najczęściej odtwarzanych utworów w polskich rozgłośniach radiowych.

## Geneza utworu i historia wydania
Utwór napisali i skomponowali Ewa Farna, Maria Dzięcielak, Patryk Kumór i Dominic Buczkowski-Wojtaszek, natomiast jego produkcją zajęli się Hotel Torino. Piosenkarka o singlu:

Pisanie tego utworu było dla mnie bardzo emocjonalnym momentem, jednak chyba po 30-tce przychodzi jakiś etap bilansu, poznawanie życia i siebie na nowo, zadawania sobie niełatwych pytań. Coś co czasami staramy się zagłuszać różnymi bodźcami z zewnątrz, pewnego dnia nas dopada i wewnętrznego głosu nie da się wyciszyć, jesteśmy zmuszeni stawić temu czoła. Nawet tym tematom, którym staraliśmy się unikać. Dorosłość to też odwaga zmierzyć się z trudnymi tematami, chociaż wiadomo, że nie będą to zawsze przyjemne spotkania.

Singel ukazał się w formacie digital download 10 października 2024 w Polsce za pośrednictwem wytwórni płytowej EWOlution w dystrybucji Believe Music.
24 listopada 2024 piosenka została zaprezentowana telewidzom stacji TVN w programie Dzień dobry TVN.

## „Nie znam tego miejsca” w stacjach radiowych
Nagranie było notowane na 24. miejscu w zestawieniu OLiA, najczęściej odtwarzanych utworów w polskich rozgłośniach radiowych.

## Teledysk
Do utworu powstał teledysk zrealizowany przez czeską grupę 68 Pictures‬, który udostępniono w dniu premiery singla za pośrednictwem serwisu YouTube.

## Lista utworów
- Digital download[3]

1. „Nie znam tego miejsca” – 3:08

## Notowania

### Pozycja na liście airplay
| Kraj   | Lista (2024)                   | Najwyższa pozycja |
| ------ | ------------------------------ | ----------------- |
| Polska | OLiS – oficjalna lista airplay | 24                |

## Wyróżnienia
| Rok  | Konkurs                  | Kategoria    | Rezultat    |
| ---- | ------------------------ | ------------ | ----------- |
| 2024 | Przebój roku RMF FM 2024 | Przebój roku | 32. miejsce |